# River (Ochman-Lied)
River (englisch Fluss) ist ein englischsprachiger Popsong, der vom US-amerikanisch-polnischen Sänger Krystian Ochman interpretiert wurde. Mit dem Titel vertrat er Polen beim Eurovision Song Contest 2022 in Turin.

## Hintergrund
Am 14. Januar gab die polnische Rundfunkanstalt Telewizja Polska die Teilnehmer der Show Tu bije serce Europy! bekannt, unter denen auch Krystian Ochman gelistet war. In der Show, die am 19. Februar stattfand, konnte sich Ochman nach zwei Abstimmungsrunden als Gewinner durchsetzen.
River wurde von Ochman gemeinsam mit Ashley Hicklin getextet. Beide komponierten die Musik gemeinsam mit Adam Wiśniewski und Mikołaj Trybulec, die den Titel auch produzierten. Wiśniewski war außerdem für die Abmischung zuständig. Das Mastering erfolgte durch Jacek Gawlowski.

## Inhaltliches
Der Sänger erklärte, dass sich gerade junge Leute unsicher über ihre Zukunft seien und sich Gedanken über Dinge machten, die noch nicht geschehen seien. Das Lied handele davon, zu seinem inneren Frieden zu finden. Das Lied beginnt mit einem Klavierintro, woraufhin die erste Strophe mit reduzierter Instrumentierung fortgesetzt wird. Schlagzeug und Synthesizer setzen zum Refrain ein. In der zweiten Strophe werden akzentuierte Streicher eingesetzt, die in der Bridge staccato gespielt werden. Der Titel endet mit der eingangs gesungenen Zeile „Gonna take my body down, right down, down, down to the river“ (deutsch „Ich bringe meinen Körper zum Fluss hinunter“).

## Veröffentlichung
Der Titel wurde am 3. Februar 2022 als Single veröffentlicht. Das zugehörige Musikvideo erschien einen Tag später und wurde unter der Regie von Dawid Ziemba gedreht.

## Beim Eurovision Song Contest
Polen wurde ein Platz in der zweiten Hälfte des zweiten Halbfinale des Eurovision Song Contest 2022 zugelost, welches am 12. Mai stattfand. Am 29. März wurde bekanntgegeben, dass das Land die Startnummer 14 erhalten hat. Das Land konnte sich erfolgreich für das Finale qualifizieren und erhielt die Startnummer 23. Im Finale am 14. Mai erreichte Polen mit insgesamt 151 Punkten den zwölften Platz.

## Chartplatzierungen
| ChartsChartplatzierungen | Höchstplatzierung | Wochen |
| ------------------------ | ----------------- | ------ |
| Polen (ZPAV)             | 12 (13 Wo.)       | 13     |